# Euploea nymphas
Euploea nymphas är en fjärilsart som beskrevs av Hans Fruhstorfer 1910. Euploea nymphas ingår i släktet Euploea och familjen praktfjärilar. Inga underarter finns listade i Catalogue of Life.